# Condong (Kertanegara)
Condong is een bestuurslaag in het regentschap Purbalingga van de provincie Midden-Java, Indonesië. Condong telt 1349 inwoners (volkstelling 2010).